# Steraspis speciosa
Steraspis speciosa es una especie de escarabajo joya del género Steraspis, orden Coleoptera. Fue descrita por Klug en 1829.
La especie se mantiene activa durante los meses de enero, febrero, mayo, octubre, noviembre y diciembre, siendo mayo el de mayor actividad. Vive dos años o más.

## Descripción
Mide 42-50 mm de longitud.

## Distribución
Se distribuye por Tanzania, Omán, Marruecos, Arabia Saudita, Argelia, Egipto y Mozambique.